# Liste der Baudenkmäler in Fürth/C
Diese Liste ist eine Teilliste der Liste der Baudenkmäler in Fürth. Grundlage der Liste ist die Bayerische Denkmalliste, die auf Basis des bayerischen Denkmalschutzgesetzes vom 1. Oktober 1973 erstmals erstellt wurde und seither durch das Bayerische Landesamt für Denkmalpflege geführt und aktualisiert wird. Die folgenden Angaben ersetzen nicht die rechtsverbindliche Auskunft der Denkmalschutzbehörde.
Dieser Teil der Liste beschreibt die denkmalgeschützten Objekte in der folgenden Fürther Straße:

## Cadolzburger Straße
| Lage                               | Objekt                     | Beschreibung | Akten-Nr.                | Bild           |
| ---------------------------------- | -------------------------- | --- | ------------------------ | -------------- |
| Cadolzburger Straße 1/3 (Standort) | Wohnhochhaus               | Acht- bzw. neungeschossiger Stahlbetonbau mit Flachdach, Außengängen zur Erschließung der Wohnungen und angebautem Aufszugs- und Treppenturm an der Westseite Seitenflügel, südlich an das Hochhaus über weiteres Treppenhaus angebaut, viergeschossiger Stahlbetonbau mit Flachdach und Laubengängen an der Ostseite; sämtlich von der Arbeitsgemeinschaft Fürth Billinganlage (Stadtverwaltung mit Stadtbaurat Friedrich Hirsch und Rolf Erdmannsdörfer, Architekten BDA Fritz Freitag und Georg Wunschel), 1953/54 | D-5-63-000-1680 Wikidata | weitere Bilder |
| Cadolzburger Straße 6 (Standort)   | Mietshaus                  | Viergeschossiger traufseitiger Satteldachbau mit Sandsteinfassade, rustiziertem Erdgeschoss und Mittelerker, Neurenaissance, von Carl Frank, 1903 | D-5-63-000-161 Wikidata  | Mietshaus      |
| Cadolzburger Straße 14a (Standort) | Mietshaus in Ecklage       | Dreigeschossiger Mansarddachbau mit Sandsteinfassade, polygonalem Eckturmerker und seitlichem Zwerchhaus, Neurenaissance, von Bräutigam und Wiessner, bezeichnet „1905“ | D-5-63-000-162 Wikidata  | weitere Bilder |
| Cadolzburger Straße 24 (Standort)  | Mietshaus                  | Dreigeschossiger Mansarddachbau mit Sandsteinfassade, Mittelerker und geschweiftem Zwerchhausgiebel, Neurenaissance, von Carl Frank, 1903/04 | D-5-63-000-163 Wikidata  | weitere Bilder |
| Cadolzburger Straße 30 (Standort)  | Mietshaus                  | Dreigeschossiger Mansarddachbau mit Sandsteinfassade, breitem Zwerchhaus und polygonalem Erkerturm an der stumpfen Ecke, im Neu-Nürnberger-Stil, von Adam Egerer, 1899/1900 | D-5-63-000-164 Wikidata  | weitere Bilder |
| Cadolzburger Straße 32 (Standort)  | Mietshaus                  | Dreigeschossiger Mansarddachbau mit Sandsteinfassade und Schnitztor, Neurenaissance, von Johann Georg Weber, 1885 | D-5-63-000-165 Wikidata  | Mietshaus      |
| Cadolzburger Straße 34 (Standort)  | Mietshaus                  | Dreigeschossiger Mansarddachbau mit Sandsteinfassade und rustiziertem Erdgeschoss, Neurenaissance, von Johann Michael Horneber, 1888 Rückgebäude, zweigeschossiger Backsteinbau mit Pultdach. gleichzeitig | D-5-63-000-166 Wikidata  | Mietshaus      |
| Cadolzburger Straße 48 (Standort)  | Mietshaus                  | Viergeschossiger, traufseitiger Satteldachbau mit Sandsteinfassade mit Rustika-Erdgeschoss und -eckquadern, Neurenaissance, von Fritz Grünbauer, 1901/02 | D-5-63-000-167 Wikidata  | Mietshaus      |
| Cadolzburger Straße 75 (Standort)  | Gaststätte Altes Forsthaus | Freistehender, zweigeschossiger Sandsteinquaderbau mit Walmdach, um 1750 | D-5-63-000-168 Wikidata  | BW             |